# Hortipes echo
Hortipes echo là một loài nhện trong họ Corinnidae.
Loài này thuộc chi Hortipes. Hortipes echo được miêu tả năm 2000 bởi Bosselaers & Rudy Jocqué.